# Blue Ribbon Award (chemin de fer)
Pour la récompense cinématographique, voir Blue Ribbon Awards.

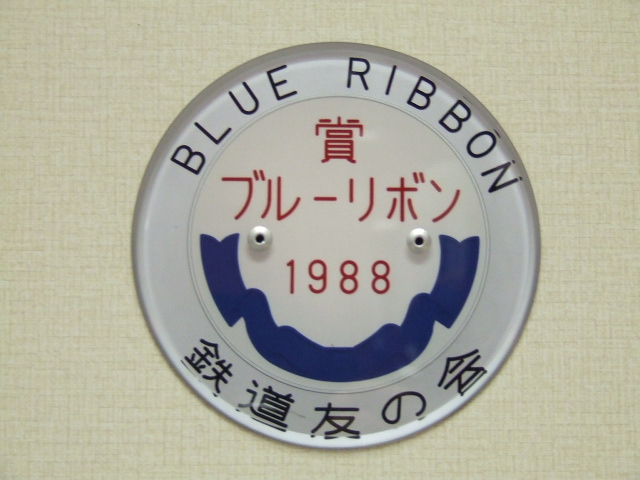
La plaque Blue Ribbon de 1988 sur une rame Odakyu série 10000

Le Blue Ribbon Award (ブルーリボン賞, Burū Ribon Shō) est un prix japonais remis annuellement depuis 1958 par le Japan Railfan Club. Il récompense le train le plus esthétique et innovant mis en service au Japon l'année précédente. Ce prix est décerné après un vote de l'ensemble des membres du Japan Railfan Club.

## Liste des lauréats

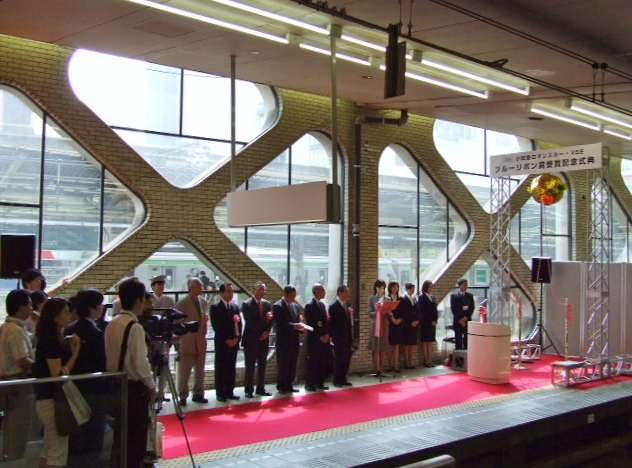
Cérémonie de remise du Blue Ribbon en 2006 pour l'Odakyu série 50000.

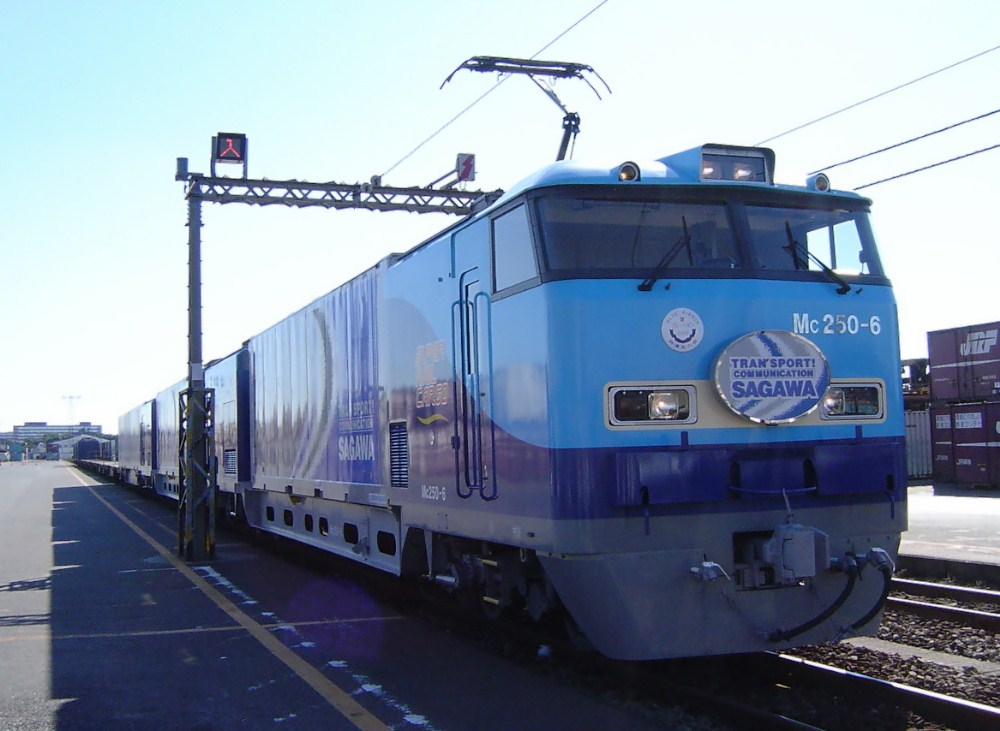
Vainqueur du Blue Ribbon de 2005 : Rame JR Freight série M250 Super Rail Cargo.

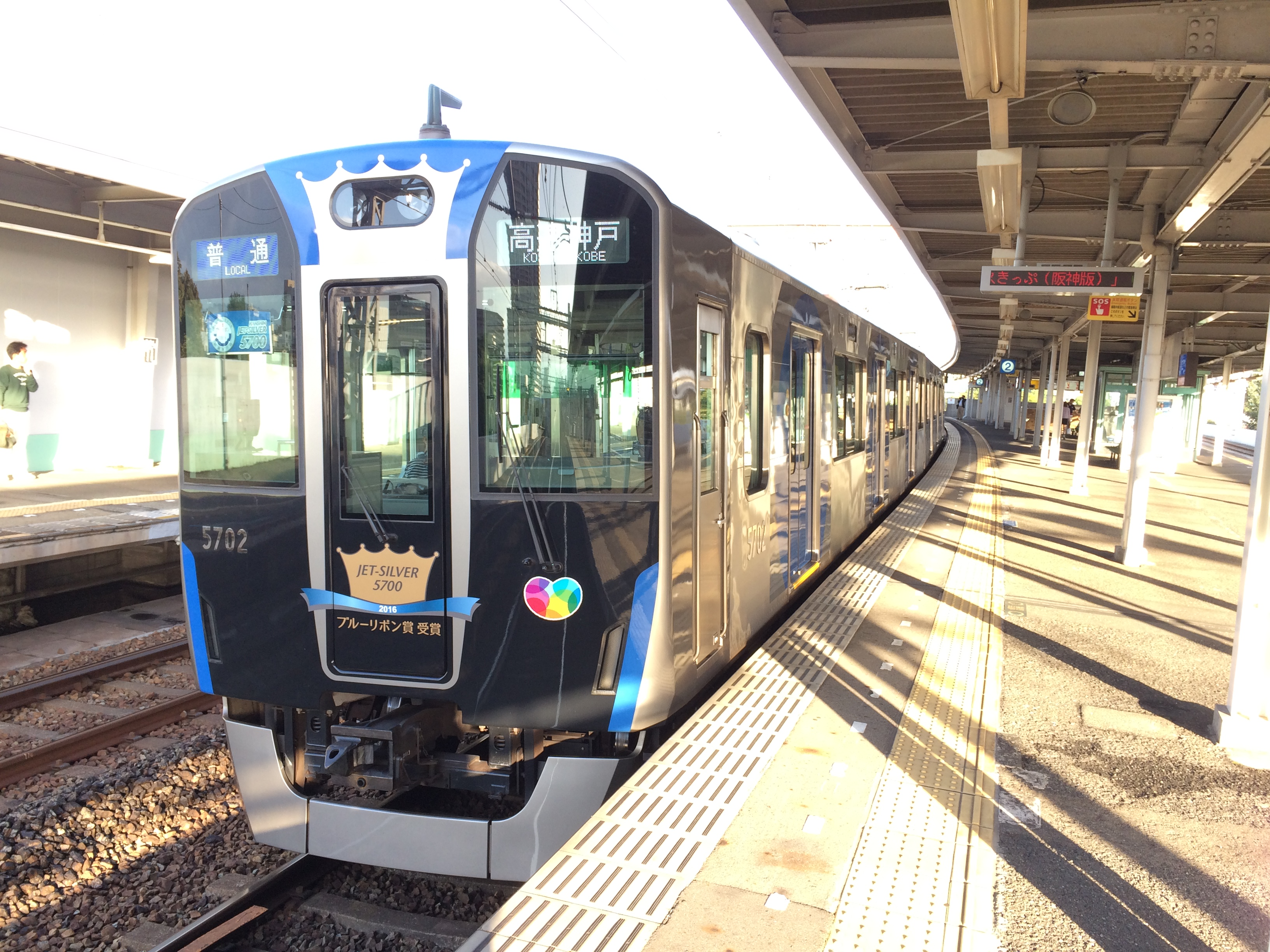
Vainqueur du Blue Ribbon de 2016 : Rame Hanshin série 5700.

La liste des lauréats depuis 1958 se présente comme suit.
| Numéro | Année | Compagnie            | Modèle                          | Type                       |
| ------ | ----- | -------------------- | ------------------------------- | -------------------------- |
| 1      | 1958  | Odakyu               | Série 3000 Romancecar SE        | Automotrice électrique     |
| 2      | 1959  | JNR                  | Série 151                       | Automotrice électrique     |
| 3      | 1960  | Kintetsu             | Série 10100 Vistacar II         | Automotrice électrique     |
| 4      | 1961  | JNR                  | Série KiHa 81                   | Autorail                   |
| 5      | 1962  | Meitetsu             | Série 7000 Panorama Car         | Automotrice électrique     |
| 6      | 1963  | Kintetsu             | Série 20100 Aozora              | Automotrice électrique     |
| 7      | 1964  | Odakyu               | Série 3100 Romancecar NSE       | Automotrice électrique     |
| 8      | 1965  | JNR                  | Série 0                         | Shinkansen                 |
| 9      | 1966  | Meitetsu             | Série KiHa 8000                 | Autorail                   |
| 10     | 1967  | Kintetsu             | Série 18200                     | Automotrice électrique     |
| 11     | 1968  | JNR                  | Série 581                       | Automotrice électrique     |
| 12     | 1969  | JNR                  | Classe EF66                     | Locomotive électrique      |
| 13     | 1970  | Seibu                | Série 5000 Red Arrow            | Automotrice électrique     |
| 14     | 1971  | (non décerné)        | (non décerné)                   | (non décerné)              |
| 15     | 1972  | JNR                  | Série 14                        | Voiture                    |
| 16     | 1973  | JNR                  | Série 183                       | Automotrice électrique     |
| 17     | 1974  | Keisei               | Série AE Skyliner               | Automotrice électrique     |
| 18     | 1975  | (non décerné)        | (non décerné)                   | (non décerné)              |
| 19     | 1976  | Hankyu               | Série 6300                      | Automotrice électrique     |
| 20     | 1977  | Meitetsu             | Série 6000                      | Automotrice électrique     |
| 21     | 1978  | Kintetsu             | Série 12400 Sunny Car           | Automotrice électrique     |
| 22     | 1979  | Kintetsu             | Série 30000 Vistacar III        | Automotrice électrique     |
| 23     | 1980  | Enoden               | Série 1000                      | Automotrice électrique     |
| 24     | 1981  | Odakyu               | Série 7000 Romancecar LSE       | Automotrice électrique     |
| 25     | 1982  | Hakone Tozan Railway | Série 1000 Bernina              | Automotrice électrique     |
| 26     | 1983  | Keikyū               | Série 2000                      | Automotrice électrique     |
| 27     | 1984  | JNR                  | Série 14 Salon Express Tokyo    | Voiture                    |
| 28     | 1985  | Meitetsu             | Série 8000 Panorama DX          | Automotrice électrique     |
| 29     | 1986  | Izukyū Corporation   | Série 2100 Resort 21            | Automotrice électrique     |
| 30     | 1987  | JR Hokkaido          | Série KiHa 83/84 Furano Express | Autorail                   |
| 31     | 1988  | Odakyu               | Série 10000 Romancecar HiSE     | Automotrice électrique     |
| 32     | 1989  | Kintetsu             | 21000 Urban Liner               | Automotrice électrique     |
| 33     | 1990  | JR East              | Série 651                       | Automotrice électrique     |
| 34     | 1991  | Tōbu                 | Série 100 Spacia                | Automotrice électrique     |
| 35     | 1992  | Odakyu               | Série 20000 Romancecar RSE      | Automotrice électrique     |
| 36     | 1993  | JR Kyushu            | Série 787                       | Automotrice électrique     |
| 37     | 1994  | (non décerné)        | (non décerné)                   | (non décerné)              |
| 38     | 1995  | Nankai               | Série 50000 Rapi:t              | Automotrice électrique     |
| 39     | 1996  | JR Kyushu            | Série 883                       | Automotrice électrique     |
| 40     | 1997  | (non décerné)        | (non décerné)                   | (non décerné)              |
| 41     | 1998  | JR West              | Série 500                       | Shinkansen                 |
| 42     | 1999  | JR Central/JR West   | Série 285 Sunrise Express       | Automotrice électrique     |
| 43     | 2000  | JR East              | Série E26 Cassiopeia            | Voiture                    |
| 44     | 2001  | JR Kyushu            | Série 885                       | Automotrice électrique     |
| 45     | 2002  | JR East              | Série E257                      | Automotrice électrique     |
| 46     | 2003  | Kintetsu             | Série 21020 Urban Liner Next    | Automotrice électrique     |
| 47     | 2004  | JR Shikoku           | Série 5100 Marine Liner         | Voiture                    |
| 48     | 2005  | JR Freight           | Série M250 Super Rail Cargo     | Automotrice électrique     |
| 49     | 2006  | Odakyu               | Série 50000 Romancecar VSE      | Automotrice électrique     |
| 50     | 2007  | Toyama Light Rail    | Série 0600 Portram              | Tramway                    |
| 51     | 2008  | JR Central/JR West   | Série N700                      | Shinkansen                 |
| 52     | 2009  | Odakyu               | Série 60000 Romancecar MSE      | Automotrice électrique     |
| 53     | 2010  | JR East              | Série E259 Narita Express       | Automotrice électrique     |
| 54     | 2011  | Keisei               | Série AE II Skyliner            | Automotrice électrique     |
| 55     | 2012  | JR East              | Série E5                        | Shinkansen                 |
| 56     | 2013  | Tokyo Metro          | Série 1000                      | Métro                      |
| 57     | 2014  | Kintetsu             | Série 50000 Shimakaze           | Automotrice électrique     |
| 58     | 2015  | JR East/JR West      | Série E7/W7                     | Shinkansen                 |
| 59     | 2016  | Hanshin              | Série 5700                      | Automotrice électrique     |
| 60     | 2017  | JR Kyushu            | Série BEC819                    | Automotrice à batteries    |
| 61     | 2018  | JR West              | Série 35                        | Voiture                    |
| 62     | 2019  | Odakyu               | Série 70000 Romancecar GSE      | Automotrice électrique     |
| 63     | 2020  | Seibu                | Série 001 Laview                | Automotrice électrique     |
| 64     | 2021  | Kintetsu             | Série 80000 Hinotori            | Automotrice électrique     |
| 65     | 2022  | Keikyū               | Série 1000-1890                 | Automotrice électrique     |
| 66     | 2023  | JR Central           | Série HC85                      | Autorail diesel/électrique |
| 67     | 2024  | Tōbu                 | Série N100 Spacia X             | Automotrice électrique     |
| 68     | 2025  | JR West              | Série 273 Yakumo                | Automotrice électrique     |